# Turak zielonoczuby
Turak zielonoczuby (Tauraco persa) – gatunek średniej wielkości ptaka z rodziny turakowatych (Musophagidae). Występuje w Zachodniej i Środkowej Afryce, głównie wzdłuż wybrzeża Zatoki Gwinejskiej. Zamieszkuje lasy od Senegalu na zachodzie, poprzez m.in. Wybrzeże Kości Słoniowej, Nigerię i Kamerun po Gabon, Kongo, Demokratyczną Republikę Konga i północną Angolę na wschodzie i południu. Nie jest zagrożony wyginięciem. Charakterystyczne dla tego i kilku spokrewnionych z nim gatunków jest występowanie zielonego barwnika, turakowerdyny, niespotykanej u prawie żadnych innych zwierząt.

## Systematyka
Gatunek ten po raz pierwszy zgodnie z zasadami nazewnictwa binominalnego opisał w 1758 roku Karol Linneusz w 10. edycji Systema Naturae. Autor nadał gatunkowi nazwę Cuculus Persa. Podał, że występuje on w Afryce; później uściślono, że miejsce typowe to Złote Wybrzeże. Obecnie gatunek ten zaliczany jest do rodzaju Tauraco. Wyróżniono trzy podgatunki.

## Podgatunki i zasięg występowania
Wyróżnia się trzy podgatunki Tauraco persa, które zamieszkują:
- Tauraco persa buffoni (Vieillot, 1819) – turak gwinejski[5] – zachodnia część areału: od Senegalu i Gambii do Liberii
- Tauraco persa persa (Linnaeus, 1758) – turak zielonoczuby[5] – środkowa część areału: od Wybrzeża Kości Słoniowej przez Ghanę po zachodni Kamerun
- Tauraco persa zenkeri Reichenow, 1896 – wschodnia i południowa część areału: południowy Kamerun, Kongo, północno-zachodnia Demokratyczna Republika Konga, Gabon i północna Angola

## Opis gatunku

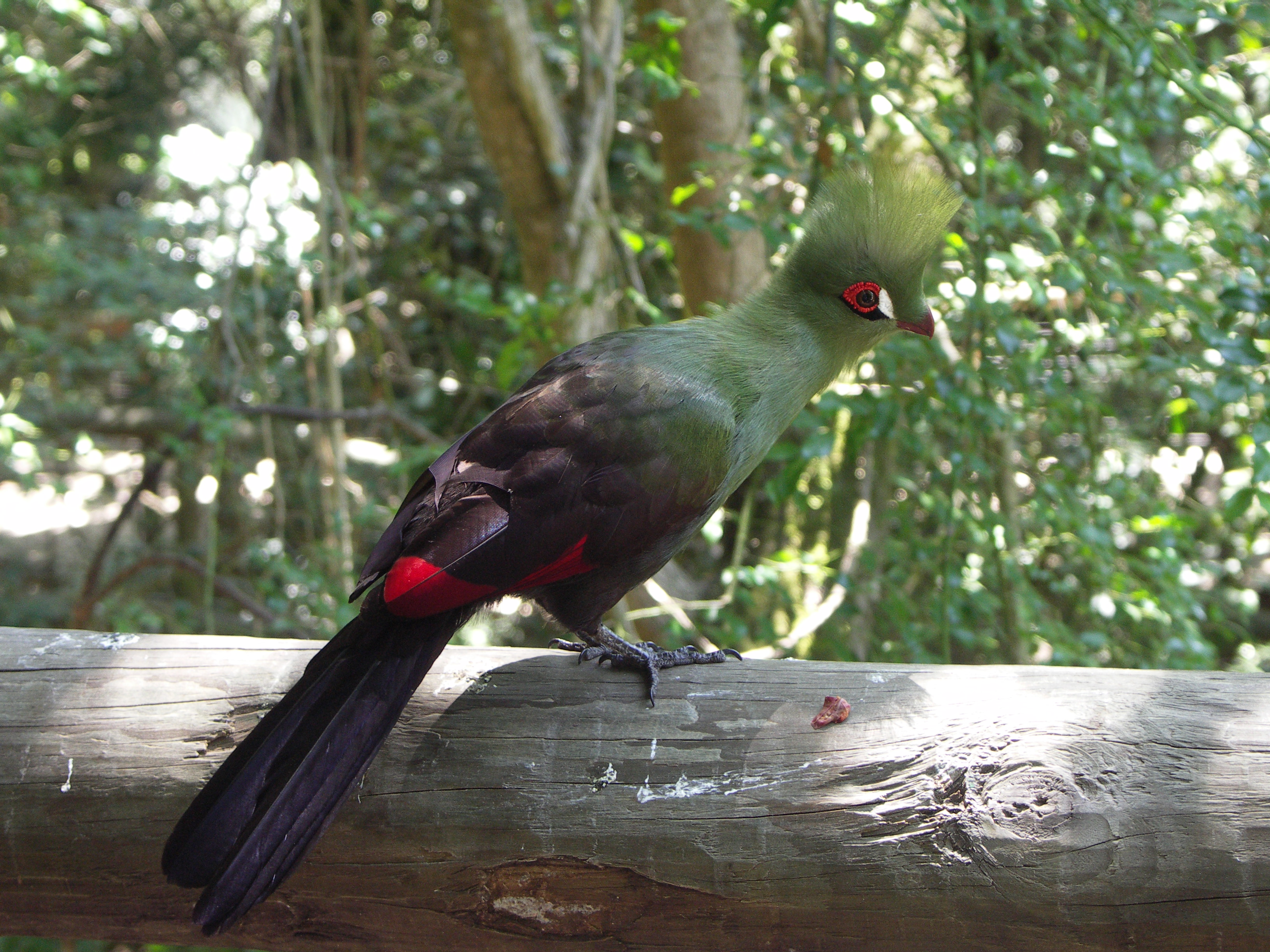
Barwna szata turaka zielonoczubego

Upierzenie kolorowe: zielona głowa wraz z czubem, grzbiet, szyja i pierś; pokrywy skrzydłowe i ogon ciemnofioletowe; środkowa część lotek jaskrawoczerwona (dobrze widoczna w locie), u podgatunku T. persa buffoni czerwone lotki mają dodatkową, białą pręgę. Dziób czerwony, częściowo zakryty piórami. Oko otoczone nagą, czerwoną obwódką, z białą plamą przed okiem i czarną kreską pod. U podgatunków T. persa persa i T. persa zenkeri pod czarną kreską jest dodatkowa biała. Skrzydła dość krótkie, zaokrąglone, ogon długi. Lata słabo, za to zręcznie skacze i wspina się wśród koron drzew. Charakterystyczny, donośny głos turaka przypomina ochrypłe szczekanie (kour-kour).
Średnie wymiary
Długość ciała: 43 cm (wraz z długim ogonem). Masa ciała: 225–295 g.
Biotop
Gęste, nizinne lasy równikowe lub zadrzewienia na skraju sawann.
Pożywienie
Owoce, pąki, liście i kwiaty drzew. W okresie lęgowym także owady.
Rozmnażanie
Sezon lęgowy rozpoczyna się wraz z nadejściem pory deszczowej. Każda para ustala własne terytorium, gdzie w gęstej koronie drzew (na wysokości 2–5 m) buduje niedbale złożone gniazdo. Samica składa zwykle 2 biało-kremowe jaja. Wysiadują obydwoje rodzice przez 21–23 dni. Pisklęta wykluwają się niedołężne, pokryte czarnym puchem. Młode opuszczają gniazdo po 5–6 tygodniach, lecz pozostają pod opieką dorosłych do ukończenia 4 miesięcy życia.

## Status
Międzynarodowa Unia Ochrony Przyrody (IUCN) uznaje turaka zielonoczubego za gatunek najmniejszej troski (LC – Least Concern). Liczebność populacji nie została oszacowana, ale ptak ten opisywany jest jako dość pospolity w znacznej części swego zasięgu występowania. Ze względu na brak dowodów na spadki liczebności bądź istotne zagrożenia dla gatunku BirdLife International uznaje trend liczebności populacji za prawdopodobnie stabilny.